# José Faria
Pour les articles homonymes, voir Faria.
 (avril 2010).
Si vous disposez d'ouvrages ou d'articles de référence ou si vous connaissez des sites web de qualité traitant du thème abordé ici, merci de compléter l'article en donnant les références utiles à sa vérifiabilité et en les liant à la section « Notes et références ».
José Mehdi Faria (né le 26 avril 1933 à Rio de Janeiro et mort le 8 octobre 2013 à Kénitra) est un entraîneur de football brésilo-marocain.

## Biographie
Il a entraîné le onze marocain notamment lors de la Coupe du monde de 1986, quand le Maroc est devenu la première équipe africaine à atteindre le second tour de la compétition. 

## Carrière d’entraîneur
- 1978-1979 :  Fluminense FC (jeunes)
- 1979 :  Qatar U-19
- 1979-1982 :  Al Sadd Doha
- 1982-1988 :  FAR Rabat
- 1983-1988 :  Maroc
- 1995-1997 : Olympique Club de Khouribga

## Palmarès d'entraîneur
- Vainqueur de la Coupe des clubs champions africains 1985 avec le FAR Rabat